# David Karnes

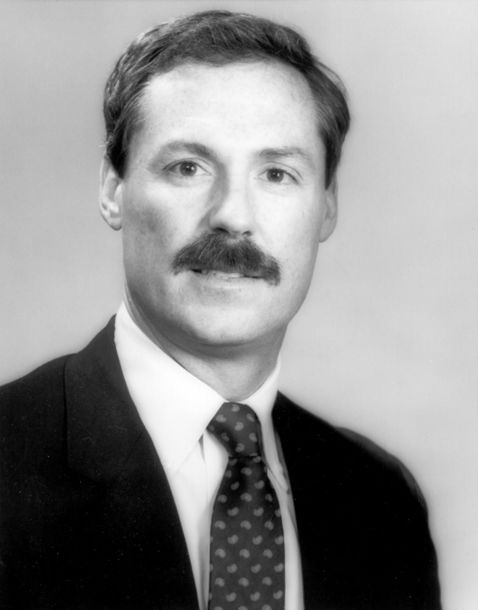
David Karnes

David Kemp Karnes (* 12. Dezember 1948 in Omaha, Nebraska; † 25. Oktober 2020 in Boston, Massachusetts) war ein US-amerikanischer Politiker (Republikaner). Von 1987 bis 1989 vertrat er den Bundesstaat Nebraska im US-Senat.

## Werdegang
David Karnes besuchte die öffentlichen Schulen seiner Heimat. Anschließend studierte er an der University of Nebraska in Lincoln unter anderem Jura. Im Jahr 1981 war er White House Fellow. Anschließend bekleidete er verschiedene politische Ämter. 1982 war er Unter-Staatssekretär bei der Behörde für Bau und städtische Entwicklung (Under Secretary of Housing and Urban Development). Dann wurde er 1983 Sonderberater des Vorstands der Federal Home Loan Bank. Zwischen 1983 und 1987 war er Vorstandsvorsitzender der Federal Home Loan Bank of Topeka. Zur gleichen Zeit war er auch als allgemeiner Berater für Fragen des Handels tätig. Politisch wurde er Mitglied der Republikanischen Partei. 
Nach dem Tod des US-Senators Edward Zorinsky wurde David Karnes überraschend von der damaligen Gouverneurin Kay A. Orr zu dessen Nachfolger als Class-1-Kategorie-Senator in den Kongress berufen, wo er am 11. März 1987 sein neues Mandat antrat. Dort wurde er Mitglied im Bankenausschuss, im Landwirtschaftsausschuss und im Ausschuss für kleine und mittlere Unternehmen (United States Senate Committee on Small Business and Entrepreneurship). Bei den Wahlen des Jahres 1988 unterlag er gegen den früheren Gouverneur Bob Kerrey von der Demokratischen Partei. Daher schied er am 3. März 1989 aus dem Kongress aus. 
Nach seiner Zeit im US-Senat praktizierte Karnes als Rechtsanwalt. Außerdem war er im Vorstand und Berater verschiedener Unternehmen und Unternehmungsgruppen. Er war nach dem Tod seiner ersten Frau Elizabeth ab 2008 mit Kristine Dorn verheiratet. Insgesamt hatte er sechs Kinder, wobei die jüngste Tochter 2013 geboren wurde.